# Lucksta
Lucksta is een plaats in de gemeente Sundsvall in het landschap Medelpad en de provincie Västernorrlands län in Zweden. De plaats heeft 349 inwoners (2005) en een oppervlakte van 35 hectare. De plaats ligt aan het meer Marmen, dit meer is eigenlijk een wat breder stuk van de rivier de Ljungan.